# Tentaoculus eritmetus
Tentaoculus eritmetus is een slakkensoort uit de familie van de Pseudococculinidae. De wetenschappelijke naam van de soort is voor het eerst geldig gepubliceerd in 1884 door A. E. Verrill.